# Eumenes wagae
Eumenes wagae är en stekelart som beskrevs av Rad. 1876. Eumenes wagae ingår i släktet krukmakargetingar, och familjen Eumenidae. Inga underarter finns listade i Catalogue of Life.